# Bomolochus bramus
Bomolochus bramus – gatunek widłonoga z rodziny Bomolochidae. Nazwa naukowa tego gatunku skorupiaków została opublikowana w 2009 roku przez biologów Ho Ju-Shey i Lin Ching-Long.